# 接睾低颈吸虫
接睾低颈吸虫（学名：Hypoderaeum gnedini）为棘口科低颈属的动物。

## 分佈
本物種分布于前蘇聯的阿塞拜疆以及中国大陆的黑龙江等地。見於海水、鹹淡水交界及淡水環境。营寄生生活，宿主赤颈鸭、琵嘴鸭、绿翅鸭、绿头鸭、斑嘴鸭、家鸭（福建）、白眉鸭、红头潜鸭、骨顶鸡等，寄生於這些鳥類的肠道。

## 外部連結
- 維基物種上的相關：接睾低颈吸虫